# De Schedelgeboorten
De Schedelgeboorten was een Vlaamse cabaretgroep. Ze kenmerkten zich door het gebruik van talrijke instrumenten tijdens hun shows, waaronder ook gewone gebruiksvoorwerpen.
Ze bestonden uit: 
- Wouter Van Lierde, zang (overleden op 4 augustus 2020)
- Danny Van Rietvelde, zang en percussie
- Francis Wildemeersch, zang en snaren
- Saint-Marteau, zang en toetsen

## Geschiedenis
De groep werd opgericht door Jan Carpentier, Rik Tans en Geert Dauwe. Na enkele optredens kwamen Wouter Van Lierde, Nick Jury en Cindy Barg erbij. In 1993 verscheen de eerste cd Strofisch-gevarieerd. In 1997 gingen Rik Tans en Wouter Van Lierde verder als duo. 
In 2000 traden ze op samen met Raf Walschaerts (Kommil Foo), Walter Janssens en Danny Van Rietvelde. Walter Janssens begon een nieuw project "Man man man" in 2004. In 2006 kwam Anton Janssens erbij, hij bleef tot in 2012. Francis Wildemeersch kwam bij de groep in 2010.In 2014 verliet Rik Tans de groep.
Op zaterdag 12 juni 2021 hebben ze hun allerlaatste voorstelling gespeeld in zaal de Muze in Heusden-Zolder.

## Voorstellingen
- 2001: "Yeah"
- 2002: "Bukken"
- 2004: "Rond genoeg"
- 2006: "Beter dan tevoren"
- 2008: "Feestje"
- 2010: "Gelukkig"
- 2012: "Veel is mogelijk"
- 2014: "Het Beste van de Schedelgeboorten"
- 2016: "Nu wel!"

## Albums
| Naam                 | Label                  | Format | Released | Tracklist |
| -------------------- | ---------------------- | ------ | -------- | --- |
| Strofisch-Gevarieerd | De Schaar (Schaar-022) | CD     | 1994     | 1. Elke dag opnieuw 2. Reinhilde 3. Kop Vol 4. De Facteur 5. Relativeren 6. De Barman 7. Machoman 8. Onder De Douche 9. Alle Tranen Samen Zijn De Zee 10. Blue 11. Bij Onze Moemoe 12. Respect 13. Lever In 14. Da mag Al Es 15. Nee Nu Nie Nee 16. De Afwas 17. Leven Met Mij |
| Van Hier Tot Ginder  | De Schaar (Schaar-052) | CD     | 1996     | 1. Drinken 2. Relativeren 3. Salami 4. Deksels Nog Aan Toe 5. De Barman 6. Nummer 14 |
| Rotjong              | LC Music (LCM-100003)  | CD     | 2002     | 1. Da Komt Goe 2. Ondersteboven 3. Sukkelaarke 4. Kom Binnen 5. Nina 6. Dawazzewa Te ! 7. Feestje 8. W.K.G.O. 9. Blije Blues 10. Allemaal Van Mij 11. Rosbif 12. Ni Cha Chaan                                                                                                  |
| Bukken               | LC Music (LCM-100028)  | CD     | 2003     | 1. Doos Vol Dinges 2. Nieuwe Buren 3. De Arabier 4. Joris 5. Da Mag Al Es 6. De Visser 7. Wij Weten Niets 8. Liefste 9. Ik Zou Wel Willen 10. Witte Broek 11. Oe! 12. Eindelijk Weg                                                                                            |
| Rond Genoeg          | LC Music (LCM-100076)  | CD     | 2004     | 1. Lieve Schat 2. De Nieuwe Man 3. Zij Weet Alles 4. En Ik Dan? 5. Metnenandere 6. Blij Voor U 7. Liefde Maakt Blind 8. Nachtmerrie 9. Net Niet |
| Beter Dan Tevoren    | LC Music (LCM-100129)  | CD     | 2006     | 1. Remie 2. Vrouw Van Gisteren 3. Man Van Je Leven 4. Ah! 5. Ge Hebt Gelijk 6. Vroeger 7. Muizeken ♂ 8. Luilekkerland 9. Alle Twee 10. Bloot Gat 11. Muizeken ♀ 12. Toe Allee Toe 13. 't Is Erg                                                                                |